# Кокаляне (нос)
Носът Кокаляне (на английски: Kokalyane Point) е скалист морски нос от южната страна на входа в залива Богомил на западния бряг на остров Ръгед (Грапав) край остров Ливингстън. Разположен 810 м на север-северозапад от нос Бенсън, 970 м южно от нос Угаин и 2.51 км южно от нос Шефилд. Районът е посещаван от ловци на тюлени през XIX век.
Наименуван е на селището Кокаляне в Западна България. Името е официално дадено на 23 ноември 2009 г.
Британско картографиране от 1968 г., испанско от 1992 г., българско от 2005 г., 2009 г. и 2010 г.

## Карти
- L.L. Ivanov et al, Antarctica: Livingston Island, South Shetland Islands (from English Strait to Morton Strait, with illustrations and ice-cover distribution), 1:100000 scale topographic map, Antarctic Place-names Commission of Bulgaria, Sofia, 2005
- Л. Иванов. Антарктика: Остров Ливингстън и острови Гринуич, Робърт, Сноу и Смит. Топографска карта в мащаб 1:120000. Троян: Фондация Манфред Вьорнер, 2009. ISBN 978-954-92032-4-0
- Л. Иванов. Карта на остров Ливингстън. В: Иванов, Л. и Н. Иванова. Антарктика: Природа, история, усвояване, географски имена и българско участие. София: Фондация Манфред Вьорнер, 2014. с. 18 – 19. ISBN 978-619-90008-1-6